# Santos Fabiano y Venancio en Villa Fiorelli (título cardenalicio)
Santos Fabiano y Venancio en Villa Fiorelli es un título cardenalicio de la Iglesia Católica. Fue instituido por el papa Pablo VI en 1973 con la constitución apostólica Eccleasiae Sanctae.

## Titulares
- Hermann Volk (5 de marzo de 1973 - 1 de julio de 1988)
- Ján Chryzostom Korec, S.I. (28 de junio de 1991 - 24 de octubre de 2015)
- Carlos Aguiar Retes (19 de noviembre de 2016)